# 埃尔佩德罗索德拉尔穆尼亚
埃尔佩德罗索德拉尔穆尼亚，是西班牙卡斯蒂利亚-莱昂萨拉曼卡省的一个市镇。 总面积20平方公里，总人口302人（2001年），人口密度15人/平方公里。